# Hans-Georg Ulrichs
Hans-Georg Ulrichs (* 29. November 1966 in Großwolde in Ostfriesland) ist ein evangelisch-reformierter Theologe, Autor, Hochschullehrer für Kirchengeschichte und Pfarrer der Evangelischen Landeskirche in Baden in Bad Säckingen am Hochrhein.

## Leben und Wirken
Ulrichs studierte von 1986 bis 1993 evangelische Theologie in Wuppertal, Tübingen, Aarhus (Dänemark) und Heidelberg. Nach Beschäftigungen an kirchengeschichtlichen Lehrstühlen der Universität Heidelberg war er ab Juni 2000 Pfarrer an der Stadtkirche Durlach und von Oktober 2010 bis 2019 Hochschulpfarrer in der Universitätsgemeinde Heidelberg (Peterskirche) und der Studierendengemeinde.
In den Jahren 2005/2006 fungierte Ulrichs als Beauftragter des Rates der Evangelischen Kirche in Deutschland für die Fußball-Weltmeisterschaft 2006. 2009/2010 vertrat er eine Professur an der Evangelischen Hochschule Bochum (Gemeindepädagogik/Kirchengeschichte).
An der Pädagogischen Hochschule Karlsruhe war Ulrichs zuvor 2008 mit einer Arbeit über Leben und Werk Helias Meders, des führenden reformierten Theologen Ostfrieslands in der Spätaufklärung (Volkstheologie, oder: Von der Freiheit, anders zu denken, Göttingen 2009), promoviert worden. 2018 folgte die Habilitation im Fach Kirchengeschichte an der Universität Osnabrück mit „konfessionsgeschichtlichen Studien“ zum „Reformierten Protestantismus im 20. Jahrhundert“ (Göttingen 2018).
Von 2019 bis 2022 arbeitete Ulrichs im Koordinierungsbüro zur Vorbereitung der Vollversammlung des Ökumenischen Rates der Kirche in Karlsruhe 2022 und als landeskirchlicher Beauftragter für das Jubiläum „200 Jahre Evangelische Landeskirche in Baden 1821–2021“.
Seit Oktober 2022 ist Ulrichs Pfarrer der Evangelischen Kirchengemeinde in Bad Säckingen.
Nach einem Umhabilitierungsverfahren ernannte ihn die Regenz der Universität Basel auf Antrag der Theologischen Fakultät am 1. Juni 2023 zum Privatdozenten und erteilte ihm die Venia docendi für Kirchengeschichte.
Ulrichs’ Zwillingsbruder ist Karl Friedrich Ulrichs, früherer Studienleiter am Predigerseminar in Wittenberg, von 2020 bis 2023 Pfarrer der Französischen Kirche zu Berlin, der Hugenottengemeinde am Gendarmenmarkt, der seit 2023 als Oberkirchenrat im Kirchenamt von EKD und UEK wirkt.
Aus erster Ehe hat Hans-Georg Ulrichs drei Söhne, in zweiter Ehe mit Dr. Johanna Ulrichs, geb. Körner, zwei Kinder.

## Engagements (Auswahl)
- Die Forschungsarbeit von Ulrichs umfasst kirchenhistorische Themen v. a. des reformierten Protestantismus des 18. bis 20. Jahrhunderts sowie zur Kirchengeschichte Badens. Daneben enthält seine Bibliographie auch einige systematisch- und praktisch-theologische Ausarbeitungen sowie einige Nummern zu Themen des Sports.
- Ulrichs ist Gründungsmitglied der „Gesellschaft für die Geschichte des reformierten Protestantismus“, war seit 1999 Beisitzer, über längere Zeit Schatzmeister und von 2017 bis 2023 Vorsitzender, seitdem wieder Beisitzer. Im Jahr 2007 wählte ihn die Hauptversammlung des Reformierten Bundes zum ersten Mal in das Moderamen, aus dem er 2024 ausschied.
- Ulrichs lehrte als Privatdozent Kirchengeschichte zunächst an der Universität Osnabrück (2018 bis 2023), seit 2023 an der Universität Basel.
- In den zurückliegenden Jahren galt sein Augenmerk vor allem dem niederländischen Theologen, Journalisten und Politiker Abraham Kuyper (1837–1920) sowie – unter dem Aspekt der „Opfer“ der Kirchengeschichte – einer Ethik der Kirchengeschichtsschreibung.

## Publikationen (Auswahl)
- Helias Meder, Kurzer Unterricht in der christlichen Religionslehre, nach dem Lehrbegriff der reformirten Kirche (1824/25), neu herausgegeben und eingeleitet von Hans-Georg Ulrichs und Karl Friedrich Ulrichs (Beiträge zur Katechismusgeschichte 6), Rödingen 2002
- In unserem lieben Land. Predigten zum 3. Oktober, herausgegeben von Hans-Georg Ulrichs, Wuppertal 2002
- Hans-Georg Ulrichs/Thilo Engelhardt/Gerhard Treutlein (Hgg.), Körper, Sport und Religion. Interdisziplinäre Beiträge (Forschen, Lehren, Lernen 17), Idstein 2003
- Wilhelm Niesel – Theologe und Kirchenpolitiker. Ein Symposion anlässlich seines 100. Geburtstages an der Kirchlichen Hochschule Wuppertal, herausgegeben von Martin Breidert und Hans-Georg Ulrichs (EBzrP 7), Wuppertal 2003
- Männer glauben. Biblische Facetten, Karlsruhe 2005
- Sport – ein starkes Stück Leben. Ein „Spielbericht“ über die kirchlichen Aktivitäten vor und während der sportlichen Großereignisse des Jahres 2006, in: Kirchliches Jahrbuch 133 (2006). Dokumente zum kirchlichen Zeitgeschehen, Gütersloh 2008, S. 195–216
- Volkstheologie oder: Von der Freiheit anders zu denken. Der Unterricht in der christlichen Religion bei Helias Meder (1761–1825) (Studien zur Kirchengeschichte Niedersachsens 42), Göttingen 2009
- Nötig zu wissen. Heidelberger Beiträge zum Heidelberger Katechismus, herausgegeben von Helmut Schwier und Hans-Georg Ulrichs (Impulse aus der Heidelberger Universitätskirche 3), Heidelberg 2012
- Der Erste Weltkrieg und die reformierte Welt, herausgegeben von Hans-Georg Ulrichs in Verbindung mit Veronika Albrecht-Birkner (Forschungen zur Reformierten Theologie 3), Neukirchen-Vluyn 2014
- Karl Barth und Wilhelm Niesel. Briefwechsel 1924–1968, herausgegeben von Matthias Freudenberg und Hans-Georg Ulrichs, Göttingen 2015
- Kleines Buch mit großer Wirkung. 450 Jahre Heidelberger Katechismus: das Jubiläumsjahr 2013, in: Kirchliches Jahrbuch 140 (2013). Dokumente zum kirchlichen Zeitgeschehen, Gütersloh 2015, S. 91–109
- Anvertrautes. Klaus Engelhardt im Gespräch, herausgegeben von Ulrich Bayer und Hans-Georg Ulrichs (Veröffentlichungen zur badischen Kirchen- und Religionsgeschichte 8), Stuttgart u. a. 2018
- Glaubensleben. Wahrnehmungen reformierter Frömmigkeit, herausgegeben von Margit Ernst-Habib und Hans-Georg Ulrichs (Texte zur reformierten Theologie und Kirche 3), Solingen 2018
- Reformierter Protestantismus im 20. Jahrhundert. Konfessionsgeschichtliche Studien (Forschungen zur Reformierten Theologie 9), Göttingen 2018
- Zur Verantwortung der Kirchengeschichtsschreibung für Opfer der Kirche. Einige Erwägungen für eine noch zu führende Diskussion, in: Jahrbuch für badische Kirchen- und Religionsgeschichte 12 (2018), S. 145–159 [Habilitationsvortrag Osnabrück, März 2018]
- Abraham Kuyper als Ideologe des Calvinismus – neu gelesen, Bielefeld 2019 [Antrittsvorlesung Osnabrück, Oktober 2018]
- George Harinck/Hans-Georg Ulrichs (red.), Naaste verwanten / Nahe Verwandte. Het gereformeerde protestantisme in Nederland en Duitsland in de twintigste eeuw. Kenmerken, betrekkingen, verschillen, wisselwerkingen / Der reformierte Protestantismus in den Niederlanden und in Deutschland im 20. Jahrhundert. Signaturen, Beziehungen, Differenzen, Wechselwirkungen (ADChartasreeks 36 [Archief- en Dokumentatiecentrum Kampen]), Hilversum/NL 2020
- Erinnerungsorte des badischen Protestantismus, herausgegeben von Ulrich Bayer und Hans-Georg Ulrichs, Neulingen 2020 und 2021, ISBN 978-3 948968-34-2
- Abraham Kuyper, Calvinismus. Die Stone-Lectures von 1898, neu editiert von Hans-Georg Ulrichs, Göttingen 2021
- Martin Laube/Hans-Georg Ulrichs (Hgg.), Weltgestaltender Calvinismus. Studien zur Rezeption Abraham Kuypers, Göttingen 2021
- „… ein wohl und innig vereintes Ganzes“? 200 Jahre badischer Protestantismus, herausgegeben von Hans-Georg Ulrichs und Joachim Weinhardt, Ubstadt-Weiher 2021
- Unisono.VIELstimmigEINS. 1821–2021 Evangelische Landeskirche in Baden. Dokumentation des Jubiläumsjahres 2021 (epd-Dokumentation 48–49/2021, 30. November 2021) (Redaktion: Hans-Georg Ulrichs)
- „Keines von seinen Lichtern und keinen von ihren Schatten übersehend.“ Anlässlich des Jubiläums „200 Jahre Protestantismus in Baden“ 1821–2021: „What can be seen, what stands in shadow“?, in: Jahrbuch für badische Kirchen- und Religionsgeschichte 15 (2021), S. 151–166
- „Mit allen Christen in der Welt befreundet“. Mission und Ökumene im badischen Protestantismus des 19. und 20. Jahrhunderts, in: ZGO 169 (2021), S. 467–496
- Donald W. Norwood, Pilgerweg des Glaubens. Der Ökumenische Rat der Kirchen stellt sich vor, Redaktion der deutschen Ausgabe: Hans-Georg Ulrichs, Bielefeld 2022 [englisches Original: Genf 2018]
- „Umringt von Fall und Wandel“. Ein Spaziergang durch den badischen Protestantismus auf dem Hauptfriedhof Karlsruhe, Neulingen 2023